# Рейнольдс, Кори
Кори Рейндольдс (англ. Corey Reynolds; род. 3 июля 1974, Ричмонд) — американский актёр кино и телевидения. В России наиболее известен своей ролью сержанта Дэвида Гэбриэла в телевизионном сериале «Ищейка».
Первый актёрский опыт Кори Рейнольдс получил ещё в школе. В 16 лет переехал в Калифорнию в надежде на успех. Играл в различных эстрадных постановках. Впоследствии перебрался в Нью-Йорк, где после многочисленных проб получил роль Сиуида Стаббса в бродвейском мюзикле «Лак для волос», за которую в 2003 году номинировался на премию «Тони» в категории «Лучшая мужская роль второго плана в мюзикле». На волне театральных успехов Рейнольдс попробовал себя в кино и на телевидении.